# Бранко Перишић (професор)
Бранко Перишић (Сарајево, 5. јун 1954) српски је информатичар и универзитетски професор. Тренутно ради на Универзитету Сингидунум.

## Биографија
Рођен је 5. јуна 1954. године у српској породици у Сарајеву. У родном граду је завршио Основну школу „Вук Караџић” и Математичко-информатичку гимназију „Огњен Прица”. Дипломирао је на Електротехничком факултету Универзитета у Сарајеву школске 1976/77. године. Постдипломске студије на Одсеку за информатику уписао је 1981/82. и завршио школске 1982/83. Магистрирао је на Факултету техничких наука Универзитета у Новом Саду са темом магистарског рада „Функционално дистрибуирани систем заштите рачунарских система”, 1986.
Докторирао је на Факултету техничких наука 1994. са дисертацијом под називом „Пројектовање информационих система у амбијенту отворене архитектуре”. Биран у звање доцента и ванредног професора на Факултету техничких наука, а од 2019. до 2022. у звање редовног професора. Тренутно ради као редовни професор на Универзитету Сингидунум.
Живи у Новом Саду. Ожењен је и има троје деце.

## Каријера
Учествовао је у реализацији стручних и научноистраживачких пројеката у домену пројектовања наменских рачунарских система, системског програмирања, заштите рачунарских система и пројектовања управљачких информационих система. Аутор је низа програмских пакета везаних за сегмент управљачких информационих система у здравству, трговини, производњи, здравственом осигурању и школству. Аутор је или коаутор већег броја међународних и домаћих научно-стручних радова. Највећи део радова односи се на методолошке аспекте инжењерства на рачунарима базираних система, пројектовања софтвера и пројектовање информационих система. Учествовао је у реализацији великог броја комерцијалних пројеката информационих система.